# Sextus Varius Marcellus
Sextus Varius Marcellus (* im 2. Jahrhundert in Apameia; † vor 218) war der Vater des römischen Kaisers Elagabal. Sowohl er wie auch seine Ehefrau Julia Soaemias entstammten vornehmen Familien der Provinz Syria. Wahrscheinlich gehörte er zunächst dem Ritterstand an und wurde später in den Senatorenstand erhoben.

## Leben
In der antiken Literatur wird Sextus Varius Marcellus bei Cassius Dio kurz erwähnt, dort ist Apameia als Geburtsort genannt. Sein cursus honorum ist auf der Grabinschrift seines Sarkophages wiedergegeben, der 1764 in Velletri gefunden wurde und in den Vatikanischen Museen aufbewahrt wird. Nach dieser Inschrift begann er seine Laufbahn als procurator aquarum in der Zeit zwischen 198 und 209 unter Kaiser Septimius Severus und dem Caesar Geta, letztere Angabe ist einer Inschrift auf einer in Rom gefundenen Wasserleitungsröhre aus Blei zu entnehmen. Danach ging er als Prokurator in die Provinz Britannia. Im Lauf seiner Karriere wurde er dann Verwalter des Kaiserlichen Hausgutes, der ratio privata. Wohl unter Caracalla wurde er zum vice praefectus praetorio et urbi ernannt. Vielleicht noch vor Antritt dieser Stellung wurde er in den Senatorenstand aufgenommen. Als praefectus aerarii militaris war er für die Finanzierung des Soldes zuständig. Schließlich wurde er Kommandant der in Numidien stationierten Legio III Augusta und damit auch gleichzeitig Statthalter der Provinz Numidien.
Die Grabinschrift nennt außer der Witwe mehrere Kinder. Da noch nicht auf die Kaiserwürde des Sohnes hingewiesen wird, ist Sextus Varius Marcellus sicher vor der Thronbesteigung des Elagabal verstorben.